# Alue Dua Paya Gajah
Alue Dua Paya Gajah is een bestuurslaag in het regentschap Aceh Timur van de provincie Atjeh, Indonesië. Alue Dua Paya Gajah telt 554 inwoners (volkstelling 2010).